# Jean d'Auxois

Jean d'Auxois, né en Bourgogne et  mort en 1316 à Auxerre, est un prélat français du XIVe siècle, évêque de Troyes de 1314 à 1316.
Il est issu de la noble famille de Tournelle et est l'oncle de l'évêque de Troyes Jean II d'Auxois.

## Biographie
Jean d'Auxois est chanoine d'Autun, ensuite chanoine et chantre de Troyes  avant de monter sur la chaire des évêques de Troyes.

## Armoiries
Blason de gueules à trois tours d'or 2&1.